# Księstwo wołowskie
Księstwo wołowskie – piastowskie księstwo na Dolnym Śląsku.

## Historia
Było ono na początku częścią większego księstwa wrocławskiego. Po rozdrobnieniu Śląska w 1248 zostało połączone z księstwem głogowskim. Następnie na przeciąg aż 159 lat (1312-1471) z księstwem oleśnickim.
W latach 1471–1504 księstwo wołowskie stanowiło odrębne księstwo. W tym czasie w Wołowie ostatnie lata życia pod opieką swoich zięciów (ok. 1497-1504) spędził Jan II Szalony (1435-1504) - książę żagańsko-głogowski. Tutaj też zmarł  22 września 1504.
W 1495 Henryk I Starszy z Podiebradów za rodowe Podiebrady nabył księstwo oleśnickie wraz z Wołowem. W 1504 po śmierci Jana II Szalonego wróciło do księstwa ziębickiego, aby w 1517 zostać sprzedany bogatej rodzinie Thurzo, która zaledwie sześć lat później, w 1523  odsprzedała Wołów książętom legnickim.
W latach 1653–1664 Wołów ponownie uniezależnił się od sąsiadów.
Po śmierci Chrystiana (1618-1672), księcia wołowskiego (1664-72), który odziedziczył księstwo legnicko- brzeskie po swoich starszych braciach, jego żona Ludwika Anhalcka (1631-1680) otrzymała Wołów i Oławę jako oprawę wdowią  i została regentką w imieniu małoletniego syna Jerzego Wilhelma (1660-1675).
Jerzy Wilhelm, ostatni w prostej linii śląski Piast zmarł w r. 1675 i księstwa: Wołów, Brzeg i  Legnica zostały przejęte jako lenna  przez Habsburgów, z pominięciem jego siostry Karoliny (1652 - 1707), ostatniej Piastówny oraz stryja Augusta hrabiego legnickiego (1627-1679), potomka  ze związku morganatycznego.

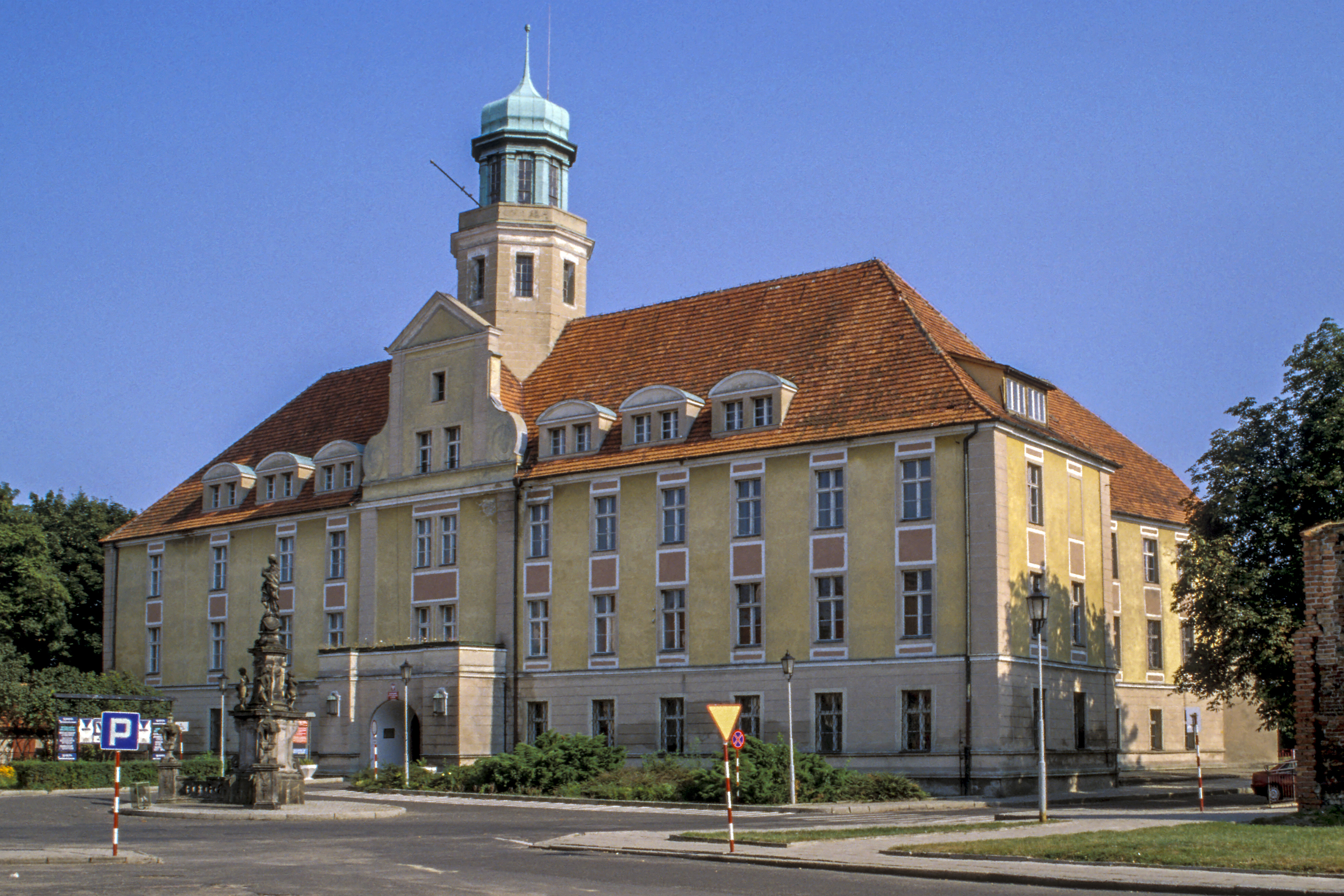
Zamek w Wołowie

## Książęta wołowscy
Podiebradowie
- 1495–1498 Henryk I Starszy z Podiebradów[1]
- 1498–1517 Karol I Podiebradowicz
- 1498–1501 Jerzy Podiebradowicz  (1470–1502)
- 1501-1504 Jan II Szalony Piast
- 1498–1511 Albrecht Podiebradowicz

Piastowie
- 1523–1547 Fryderyk II legnicki[2]
- 1547–1586 Jerzy II brzeski[3]
- 1586–1592 Jan Jerzy oławski[4]
- 1592–1602 Joachim Fryderyk legnicko-brzeski[5]

Piastowie cd.
- 1602–1653 Jerzy Rudolf legnicki[6]
- 1653–1672 Chrystian legnicki (1618-1672)[7]
- 1672–1675 Jerzy Wilhelm legnicki (1660-1675)
- 1675–1742 król Czech (Habsburgowie)[2]
- 1742–1807 król Prus, po wojnach śląskich